# Hilda Sehested
Hilda Sehested, née le 27 avril 1858 à Gudme et morte le 15 avril 1936 à Copenhague, est une compositrice danoise .

## Biographie
Hilda Sehested est née à Fionie, au Danemark, de Niels Frederik Bernhard Sehested (1813-1882), archéologue, et de Charlotte Christine Linde (1819-1894).
Elle étudie la musique avec C. F. E. Horneman à Copenhague et plus tard avec Louise Aglaé Massart à Paris. Elle sort diplômé de l'Académie royale danoise de musique en 1901. Elle étudie l'orgue avec Ludvig Birkedal-Barfod (en) et la composition avec Orla Rosenhoff. Elle commence à composer à l'âge de 30 ans.
La mère de Sehested meurt en 1894 et elle déménage à Copenhague pour vivre avec sa sœur Thyra. Elle s’y fiance avec l’archéologue et directeur du musée Henry Petersen, mais il meurt avant le mariage. Choquée par sa mort, Sehested devient infirmière pendant un certain temps, puis organiste dans une église, avant de retourner à la composition.
Elle meurt à Copenhague,,.

## Travaux
Sehested a écrit un certain nombre de chansons, de compositions pour instruments et orchestre et un opéra.
- Pièces fantastiques, 1891
- Sonate pour piano, 1896
- Intermezzi pour trio avec piano, sonate, 1904
- Suite für Cornet in B und Klavier, 1905
- Chansons avec piano, 1907
- Agnete and the Merman, opéra, 1914
- Miniatures pour orchestre, 1915
- Rhapsody, 1915
- Quatuor en sol pour cordes
- Morceau pathétique pour trombone et orchestre, 1923
- Quatre pièces fantastiques pour flûte et piano, 1927

Ses compositions ont été enregistrées et publiées sur CD, notamment : 
- Romantic Piano Works by Danish Women Composers Cathrine Penderup, Nanna Liebmann, Hilda Sehested et Benna Moe (2009) Danacord Records